# Čengić
Čengić (cyr. Ченгић) – wieś w Bośni i Hercegowinie, w Republice Serbskiej, w mieście Bijeljina. W 2013 roku liczyła 859 mieszkańców.